# Vaena dubitata
Vaena dubitata är en fjärilsart som beskrevs av Felix Bryk 1913. Vaena dubitata ingår i släktet Vaena och familjen mätare. Inga underarter finns listade i Catalogue of Life.